# Interstate 375 (Floride)
Pour les articles homonymes, voir Interstate 375.
L'interstate 375 (I-375) est une petite autoroute inter-États de l'ouest de la Floride, et est une autoroute collectrice reliant l'I-275 au nord du centre-ville de St. Petersburg, dans l'agglomération de Tampa-St. Petersburg. Autoroute auxiliaire de l'I-75, elle mesure 1,96 kilomètre (1,20 mile), soit la plus courte autoroute inter-États de la Floride, et l'une des plus courtes du pays.

## Description du tracé
L'I-375 débute à un échangeur avec l'I-275, puis se dirige vers l'est en passant au nord du Tropicana Field. Elle rencontre les 8th Street et 9th Street. Elle se termine sur une intersection à la hauteur de la 4th Avenue et de la 4th Street. En direction ouest, elle débute sur la 5th Avenue, devient une autoroute surélevée, sans posséder aucun échangeur jusqu'à l'I-275. Le tracé de l'I-375 est très similaire à celui de l'I-175, son autoroute jumelle, située plus au sud.

## Historique
L'I-375 était originellement planifiée pour être une autoroute beaucoup plus longue, s'étendant à l'ouest de l'I-275 et pour ensuite suivre un chemin de fer jusqu'à une route à péage proposée vers Clearwater. Lorsque l'I-75 fut relocalisée vers le début des années 1980, 5 miles d'autoroute devinrent disponibles, ce qui amena l'I-175 et l'I-375 à être améliorées pour devenir réellement des interstates. Cependant, seule la section à l'est de l'I-275 devint une interstate, l'autre section n'étant pas encore construite. L'extension de l'I-375 vers le nord-ouest fut annulée vers le milieu des années 1970 par les autorités. L'annulation du projet entraîna la US 19 à devenir une section autoroutière entre le Gandy Boulevard et la frontière avec le comté de Pasco.

## Liste des sorties
L'I-375 ne possède pas de numéros de sorties.
| Interstate 375 |                |      |      |                                          |                                               |
| Comté          | Municipalité   | mi   | km   | Intersections / Destinations             | Notes                                         |
| Pinellas       | St. Petersburg | 0,00 | 0,00 | I-275 – Bradenton, Tampa                 | Sortie 23 de l'I-275 nord, 23A de l'I-275 sud |
| Pinellas       | St. Petersburg | 0,91 | 1,46 | M. L. King Jr. Street / 8th Street North |                                               |
| Pinellas       | St. Petersburg | 1,22 | 1,96 | Vers US 92 (4th Street North)            |                                               |
|                |                |      |      |                                          |                                               |